# Ekkehard
Ekkehard I (910-973) fou un monjo del monestir suís de Sant Gall autor de l'obra de Poesia Narrativa Medieval, escrita a finals del segle x, el Waltharius.

## Vida
Allò que coneixem d'ell ens ho proporciona un altre Ekkehard que s'autoanomena IV, en referència al nostre autor que seria el I). Es tracta d'un monjo del mateix monestir que l'autor del Waltharius, uns anys després, el 1060, referint-s'hi en un escrit elaborat en el mateix monestir titulat Casus Sancti Galli, al capítol 80. L'Ekkehard IV diu:
| « | Escrivia a l'escola [referint-se a Ekkehard I] en vers pel seu professor, un xic maldestre, certament, perquè era, no pas de fora estant, sinó d'ànima, un xic jove, La Vida de Walther en té la mà coratjosa. Però, estant jo a Magúncia, seguint ordres de l'arquebisbe Aribon, vaig corregir el seu treball, seguint les meves coneixences; atès que aquell tenia un origen bàrbar i la seva llengua particular, era d'ànima encara alemanya i, no s'acordava com cal, aleshores, a la transformació llatina. | » |

I, amb tot, la fractura dels hexàmetres per alguns estudiosos (M. Wolf) seria una prova que malgrat la correcció encara s'hi poden veure traces de l'al·literació pròpia de la tradició oral original, que haurien traspuat fins al text llatí.
Hi ha constància que als monestirs s'hi escrivien llibres llatins per a treballar o exercitar la versificació dels alumnes. També a Sant Gall. En un dels seus manuscrits, el núm. 303, de la seva Biblioteca, hi trobem un text anotat al marge que diu:
| « | Composició deguda al mestre. Aquesta poesia i d'altres, de les quals en sóc autor, el mestre ens les feia escriure als nostres quaderns i jo, havent-les retrobat, les he recopilat aquí per tal d'exercitar l'emulació dels nostres joves. | » |

Un mestre que reconeixia la vàlua de les composicions dels seus alumnes, barrejant-ne amb les pròpies, algunes de les quals excel·lien, segons el seu criteri, i les oferí com a present, tot honorant-ne la capacitat.
Una altra referència la dona un altre monjo del mateix indret, aquest autor de la vida del Sant Wiborada, escrita l'any 1075 que cita fil per randa el vers 51 del Waltharius i el considera escrit per Ekkehard I aportant com a novetat que fou deixeble de Gerald, famós mestre capitulari del que se’n tenen sobrades referències, cosa que ens permet situar l'activitat del primer Ekkehard pels volts de l'any 920.
Sabem que Gerald, aquell que figura com el dador del Poema del Waltharius, en el Pròleg (v. 11), fou monjo a Sant Gall tota la seva vida. Hi morí entre el 970 i el 975. El bisbe Erchembord va exercir el seu càrrec del 905 al 991.
S'havia arribat a pensar que Gerald fos l'autor del llibre però si oferí el llibre a aquest bisbe hauria resultat graciós titllar-se a si mateix de “jove cigala” (vv.1453-1454) En efecte l'autor es considera una jove cigala amb la veu encara feble a qui cal dispensar pel seu maldestre cant, cosa que permet deduir que metafòricament parla de la seva pròpia joventut i que era jove en el moment de la composició. Així el més lògic és que Gerald, l'autor del Pròleg, oferís una obra escrita per un seu antic alumne (Ekkehard I) a qui ell va fer de mestre.
Gerald i l'autor, per tant són dos figures diferents. Ens ho proven els mateixos versos compostos per un i altre. Gerald, que ens diu compongué el Pròleg, ofereix vint-i-dos versos obscurs, enfarfegats, lleonins. En canvi els versos del Poema Waltharius són elegants, fàcils, encara que presentin una llatinitat mediocre però l'obra, en conjunt, conté la més rara de les qualitats literàries: la vida. El relat no defalleix mai, l'interès
creua d'un cap a l'altre tota l'obra i malgrat la barbàrie que dispensen els personatges, tots ells són, sense cap dubte, d'una valentia (tret de Gúnthar) que emmirallen virtuts com les més apassionants epopeies literàries.
Alguns estudiosos exposen que va néixer a Thurgau el 910 i que morí a la seu del monestir el 973, així com que era fill de família noble i que entrà a l'orde benedictí i que feu una peregrinació a Roma, que hi conegué el papa Joan XII que li ensenyà les relíquies de Joan Baptista i que, havent retornat al monestir de Sant Gall, refusà convertir-s'hi en abat, però tot plegat es tracta de teories poc consistents que aventuren alguns estudiosos, sense proves fefaents.

## Obra i fonts
És autor de l'obra de Poesia Narrativa Medieval el Waltharius, escrita en hexàmetres llatins. S'hi narra la fugida d'uns prínceps ostatges (Walther dels Aquitans i Hiltgunda dels Burgundis) del campament d'Àtila i les peripècies en terres dels Francs de camí al seu assentament definitiu: Aquitània on hi acaben regnant durant trenta anys. Waltharius fou dedicat a Erchanbald, bisbe d'Estrasburg del 965 al 991. Val a dir que els manuscrits de l'obra circulaven ben abans. Posteriorment se’n varen conèixer
tres manuscrits: el de París (amb el títol de Versus de Waltharius), un de Brussel·les i el de Treves (amb el títol de Liber Waltharii); però encara que eren molt nombrosos a l'edat mitjana s'han reduït als de: Karlsruhe o d'Hirschau (del s.XII, amb el títol Hystoria Waltarii regis), el de Stuttgart (lloc on el localitzà el primer editor de l'obra Fischer de Halle) i el de Vienne (del s. XIII), amb el títol de Poesis de heroe Waltharius.
Els annals del monestir de Sant Gall ens pinten els seus habitants com homes pietosos exempts d'austeritat i cultivadors de les coneixences que formarien l'època dels segles XI i el patrimoni de l'esperit humà. Se’ns hi refereix l'admiració per Virgili i Prudenci, precisament dos autors
clàssics que Ekkehard sembla consultar en confeccionar el Waltharius.
Sobre les seves fonts podem veure que de Virgili prengué moltes expressions del text, hemistiquis i, fins i tot, versos sencers. De Prudenci s'hi veuen clares reminiscències de la seva obra Psychomachia on sembla inspirar-s'hi en diverses descripcions, en l'ordenació dels combats, etc.
L'Ekkehard I també fou l'autor de l'Epíleg de la Vita di santa Wiborada, escrita per un altre monjo del monestir, Erimannus. La seva participació fou una promesa, com esmenta, per la seva curació d'una malaltia en invocar la santa i, una consegüent promissió d'escriure’n la vida que acabà en l'esmentat Epíleg.

## Òpera
El compositor alemany Moritz Jaffé va escriure una òpera dedicada a aquest personatge el 1875.